# Historiografía contemporánea

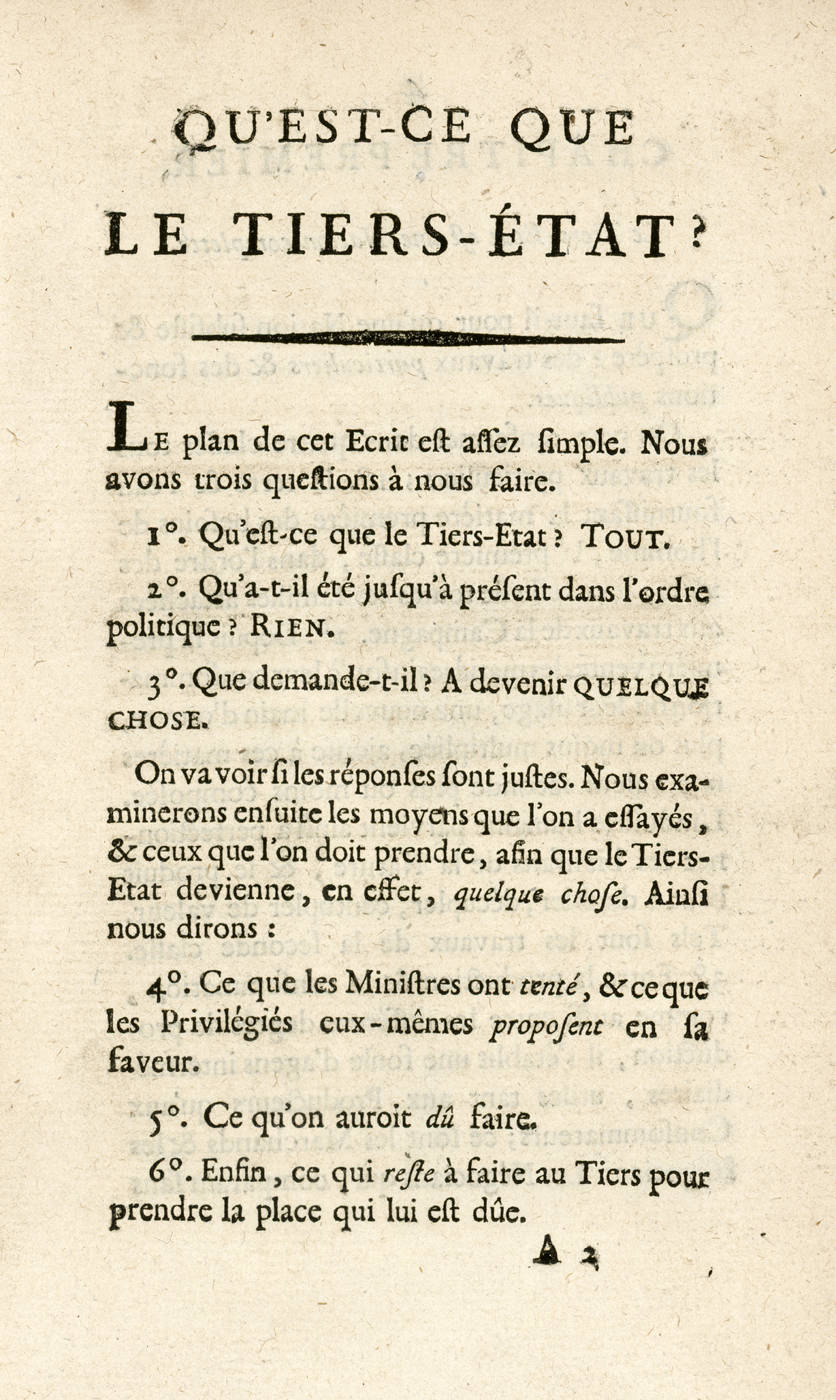
Primera página del panfleto de Sieyès, 1789. La historiografía que se consolida tras el período revolucionario abierto en 1789 aspirará a un conocimiento objetivo sustentado en las fuentes documentales.

Definida como el estudio bibliográfico y crítico de los escritos sobre historia y sus fuentes y de los autores que han tratado de estas materias, el nacimiento de la historiografía contemporánea o ciencia histórica, entendida como disciplina constituida sobre unas bases teóricas que aclaren el objeto de estudio y articulada a través de una metodología que estipule la forma de constatar los hechos históricos, se produce en el tránsito del siglo XVIII y el XIX; esto es, en la transición de la Edad Moderna a la Contemporánea. En ese momento, las dos líneas de estudio del pasado que habían ido perfilándose a lo largo de los siglos precedentes, la historia entendida como narración de los hechos pasados y la que se asienta en el análisis textual de los documentos legados por sus protagonistas, convergen dando lugar a la moderna disciplina histórica.
A partir de ahí, el siglo XIX verá el crecimiento, expansión e institucionalización de la misma. Todo lo cual tendrá lugar bajo la égida de un modelo historiográfico predominante, el positivista-historicista. Éste no escapará a la poderosa influencia del auge que las ciencias de la naturaleza experimentan a lo largo de esa centuria, con su defensa de una visión del pasado objetiva y neutral alejada de toda interpretación ideológica (excluyendo la suya propia, fundamentada en un positivismo impregnado de los valores de la sociedad liberal-burguesa con que se identificaban sus cultivadores).
Este modelo entrará en crisis al iniciarse el siglo XX, siendo cuestionado y, progresivamente, sustituido por otros paradigmas historiográficos: el marxista, el de la escuela de Annales y el cuantitativista. Impulsaron un enriquecedor debate teórico, así como ampliaron considerablemente el instrumental metodológico y los campos de estudio de la disciplina, aspirando igualmente a alcanzar un estatus científico similar al que defendían las demás ciencias sociales, con las que abrieron numerosas vías de comunicación.
En el último tercio del siglo XX, no obstante, esos paradigmas comienzan a mostrar sus debilidades, abriendo un nuevo período crítico en el ámbito de la historiografía (y las demás ciencias sociales) en el que aún estamos inmersos.

## SigloXIX. El surgimiento de la ciencia histórica
Entre tradición literaria histórica y erudición documental cristaliza al abrigo de una concepción del fluir temporal humano y social como proceso causal racionalista e inmanente: la historia ya no será una crónica basada en testimonios de nuestros antepasados, sino una investigación. Este nuevo planteamiento historiográfico se verá potenciado por las hondas transformaciones que experimenta Europa durante el período revolucionario comprendido entre 1789 y 1815, décadas que verán el doloroso parto del mundo contemporáneo. A partir de ahí, a lo largo de la centuria y hasta comienzos del siglo XX se asentará un primer modelo de ciencia histórica, hegemónico durante un siglo, que presentará una doble faz: la historicista y la positivista. Ambas, no obstante, con un mismo objetivo: el análisis racional del pasado.

### La Escuela Alemana. El Historicismo
En las tierras del extinto Sacro Imperio Romano Germánico, el sísmico período que inicia la Revolución Francesa y cierran las guerras napoleónicas despertará la adormecida conciencia nacional alemana. El derrotado estado prusiano reacciona abordando mínimas reformas para lograr crecimiento sin revolución y crear un nuevo consenso cohesionador de la sociedad. En el proceso de construcción de una nueva identidad colectiva, el papel de la historiografía germana —a partir de la nueva noción de ciencia histórica— será fundamental. Construcción nacional y desarrollo de la disciplina histórica irán de la mano. Así, el Historicismo partía de los rasgos conservadores de la Ilustración para negar sus consecuencias: reacción frente al universalismo racionalista de Kant y a la interpretación hegeliana de la historia (universalismo, concepción filosófica de la ley y cierta visión de progreso). El Historicismo defenderá la naturaleza individual de los hechos históricos (progreso humano frente a repetición de la naturaleza), la constatación de éstos a través del análisis documental y el establecimiento de un nuevo sujeto histórico (frente al universalismo ilustrado): el Estado nación.

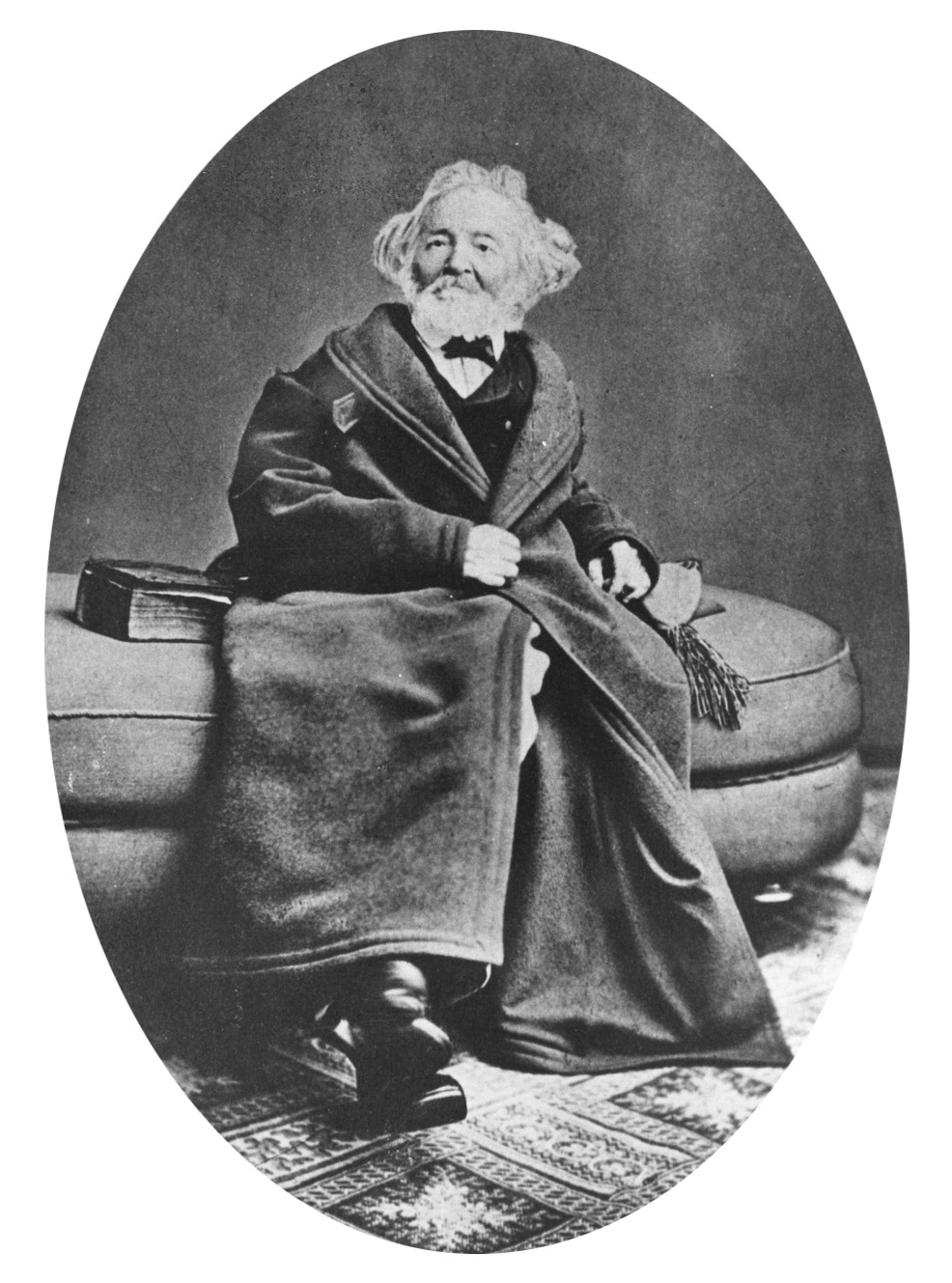
Leopold von Ranke en 1877. Principal representante del Historicismo decimonónico.

Al postular la diferencia radical entre los fenómenos de la naturaleza y de la historia liberó a ésta del dominio de las leyes de la naturaleza y la consagró como única vía para entender todos los fenómenos humanos, reductibles en último término a su peculiar historia. De ese modo negó la visión de una naturaleza humana susceptible de ser científicamente conocida por medio de conceptos de validez general. Si el objetivo de la historia era el conocimiento de hechos individuales por medio de su comprensión empática, al tiempo que se constituía un nuevo objeto histórico —el Estado nacional—, era necesario fundamentar una metodología específica. Ante todo, establecer los hechos ocurridos en el pasado, lo que exigía buscar fuentes que demostraran que los aquellos realmente ocurrieron —impulsando poderosamente la crítica textual y la hermenéutica—. Siendo hechos humanos, el Historicismo postulaba la necesidad de entenderlos en su significado individual e irrepetible, lo que igualmente exigía cierta capacidad artística: una historia narrativa.
- Barthold Georg Niebuhr (1776-1833) fue el pionero en la utilización del nuevo método histórico crítico, usando el análisis sistemático de las fuentes como base de una narración. Concibe la historia como una forma de enseñanza patriótica que frene las ideas revolucionarias. Se halla próximo a la Escuela Histórica del Derecho, contraria a los planteamientos 'iusnaturalistas' e ilustrados, defendiendo la peculiaridad individual e histórica de las leyes de cada pueblo.
- Pero si a un autor hay que destacar, ese es Leopold von Ranke (1795-1886). Autor de una ingente obra sobre la historia política y diplomática europea de los siglos XVI y XVII, llevó a cabo una búsqueda exhaustiva de documentos originales, que uso como base para su narración. Su metodología es empirista, de naturaleza positivista, con una concepción descriptivista de la ciencia histórica, la cual, afirma, debe ir encaminada a restablecer los hechos mediante una reconstrucción objetiva del pasado. En Ranke hallamos los fundamentos filosóficos del Historicismo:

Los hechos y situaciones pasadas son únicos e irrepetibles y no pueden comprenderse en virtud de categorías universales sino en virtud de sus contextos propios y particulares.

Es una concepción que defiende la historicidad radical de todos los fenómenos humanos; éstos serían resultado de la razón humana concebida ahora como histórica, en contraste con la razón intemporal de los ilustrados. Así, asume que la actividad de los hombres se canaliza a través de las naciones, ente fundamental de la sociedad. Cada una es distinta y peculiar, y no valen las generalizaciones, identificando consciente y deliberadamente Estado y nación.
Resulta indudable la existencia de motivaciones políticas subyacentes a esta concepción histórica —como en todas—, causa de la primacía de lo político-diplomático sobre otros posibles campos de investigación: la construcción de la unidad alemana, concebida además como defensa del orden establecido frente a la amenaza revolucionaria —sin duda consecuencia psicológica del temor provocado por el período revolucionario—. Pero también debemos destacar que, además de ideología y nacionalismo, asimismo lograron conocimiento histórico verdadero que, en virtud de su racionalidad y apoyatura documental, instauraba un nivel de crítica autónoma potencialmente destructiva de mitos y falacias históricas. A partir de entonces sería imposible hablar del pasado sin tener en cuenta los resultados de la investigación histórica.

#### Nacionalismo e historia
Con el surgimiento de las escuelas nacionales de historia se mantuvo la tesis de la participación interpretativa del historiador en la construcción del relato histórico. Los nuevos estados con aspiraciones a transformarse en naciones surgidos al calor de la Revolución Francesa, que ya no basaban su autoridad en la delegación divina, debían buscar nuevas fuentes de legitimación, hallándolas en la historia. Los historiadores nacionales presentarán ésta como una genealogía de la nación, demostrando la milenaria existencia de la misma, cuya esencia habría permanecido inmutable a través de las generaciones. De esa forma, el nuevo estado burgués quedaba legitimado por ser la expresión institucionalizada del nuevo sujeto histórico por antonomasia, el pueblo-nación, entendido como la comunidad de los hombres que comparten una historia y una cultura. Los intelectuales creerán hallar las raíces nacionales en la cultura popular, cuyo rescate y reelaboración será una de las señas de identidad del Romanticismo.

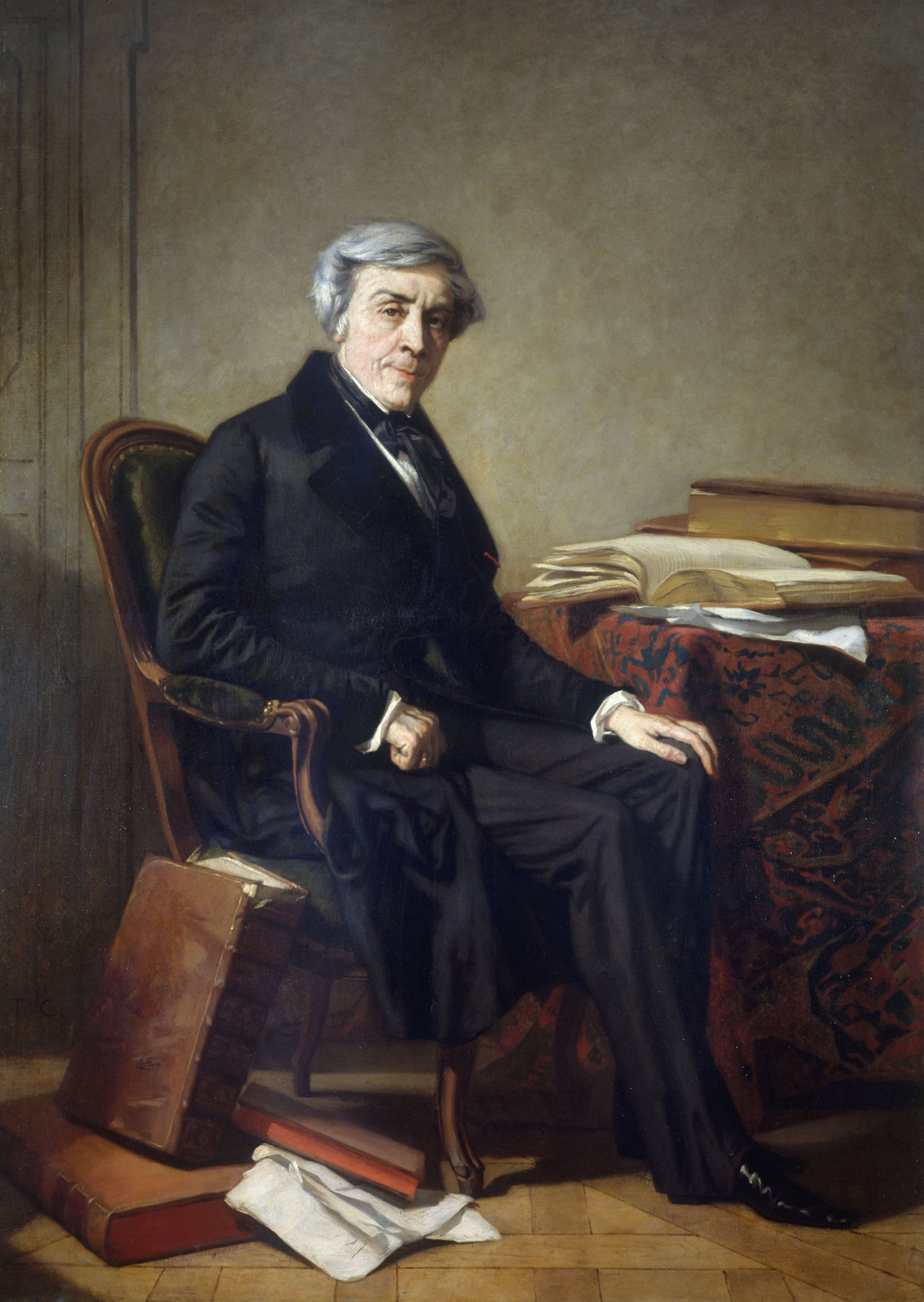
Jules Michelet, precursor de la ciencia histórica en Francia

- La Gran Bretaña de la Revolución Industrial no genera grandes historiadores durante la primera mitad del siglo, alcanzada ya la legitimidad histórica del nuevo orden burgués. No obstante las tensiones sociales provocadas por la propia industrialización obligarán a reforzar el consenso. Así Thomas B. Macaulay (1800-1859) será el promotor de la investigación archivística, aunque lastrado por la herencia retórica de la tradición literaria. Ésta será, durante mucho tiempo, una característica de la historiografía inglesa impregnada por la interpretación whig. Pasado el ecuador de la centuria, la eliminación de la amenaza revolucionaria interna lleva al debilitamiento del combate ideológico, desapareciendo el optimismo whig. Su historiografía se vacía de ideas y el historiador debe limitarse a transcribir los hechos objetivos de los documentos, sin percatarse de que la propia elección de aquellos ya trasluce una forma de pensar moldeada por un tipo concreto de sociedad.
- En Francia la generación historiográfica postrevolucionaria asume aquellos postulados mejor encaminados a la defensa del nuevo orden social burgués, obviando los más "subversivos", en una relectura conservadora de la Ilustración. Así la Carta sobre la historia de Francia de Agustín Thierry (1795-1856) es un ensayo sobre la formación y progresos del Tercer Estado, planteando los fundamentos de una renovación histórica acorde con los cambios sociales: supera la historia legitimadora del Antiguo Régimen por otra a favor de la sociedad burguesa. François Guizot (1787-1874) se centró en el estudio del desarrollo del gobierno representativo en Inglaterra, mientras que en Jules Michelet (1789-1874) la investigación archivística sumada a la construcción del relato narrativo buscaba la conexión entre los conflictos políticos y las condiciones socioeconómicas. Mezcla de republicano y nacionalista, concibe al pueblo de Francia —el Tercer Estado de la Revolución— como protagonista histórico. Por su parte Fustel de Coulanges (1830-1889) trabaja una historia patriótica y conservadora, en la línea del historicismo prusiano, explicando la evolución social a partir de la religión e incidiendo en la defensa de la propiedad privada: familia y religión nacieron estrechamente asociadas a aquella.

De este modo el nacionalismo romántico fomentó el desarrollo de historiografías nacionales que facilitaron a las burguesías europeas la creación de su propia identidad nacional y su divulgación entre los demás grupos sociales.

### El Positivismo
A partir de mediados de siglo el Positivismo se convierte en el gran paradigma intelectual, intento de aplicación de los conceptos científicos decimonónicos a las estabilizadas sociedades burguesas. Su gran sistematizador es Auguste Comte (1798-1857), fundador de la ciencia sociológica. Defendía que la marcha progresiva del espíritu humano como algo autónomo explicaba el cambio histórico, auténtica ley fundamental del desarrollo intelectual humano. Éste atravesaba tres estados: el teológico o ficticio (Religión), el metafísico o abstracto (Ilustración) y el científico o positivo, del que Compte se erigía en profeta. De ese modo, una vez al historiador se le han dado las leyes de la evolución social, solo debe aplicarlas a la investigación concreta.

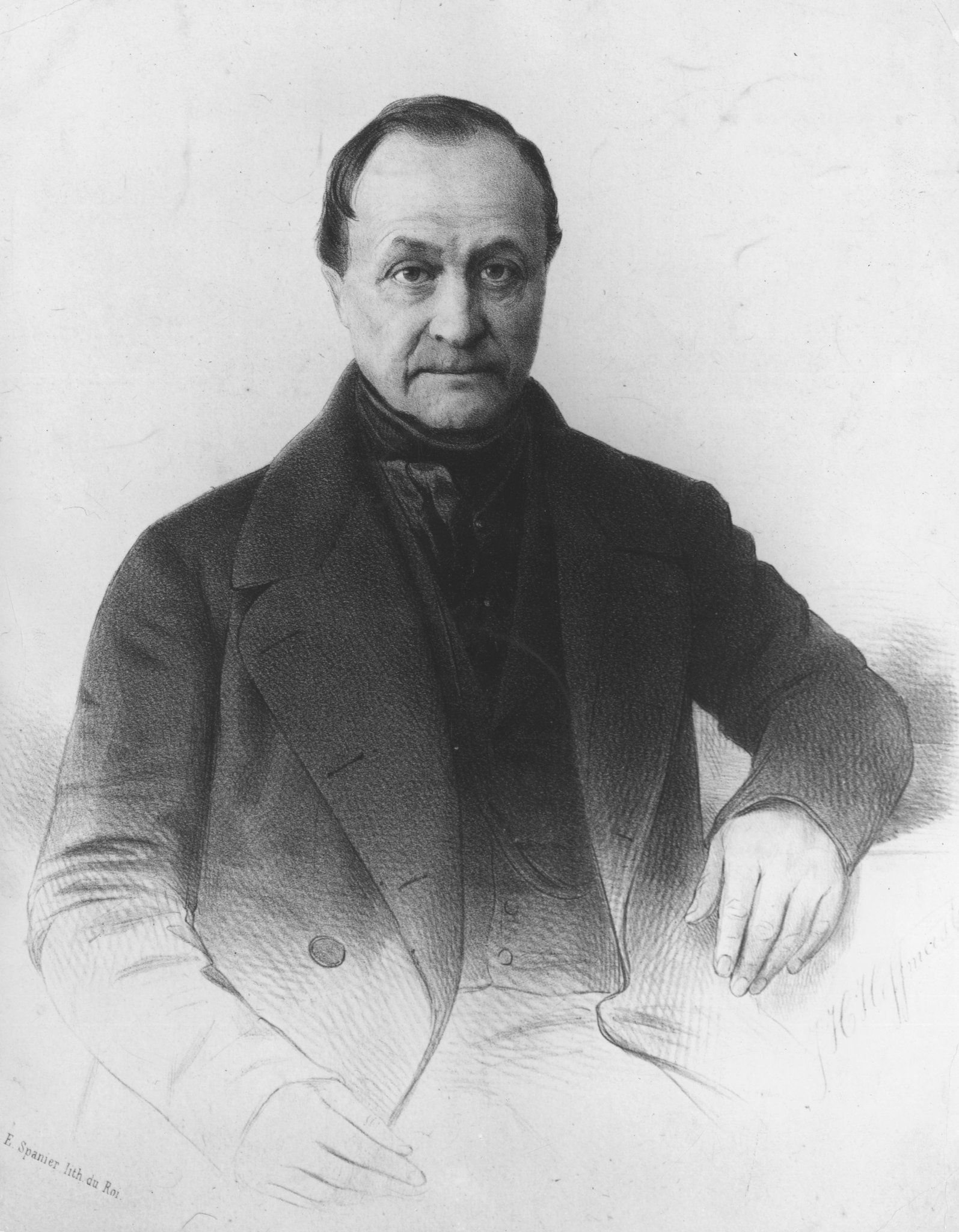
Auguste Comte, fundador y gran profeta del Positivismo.

La historia positivista, íntimamente emparentada con la historicista, es por tanto la de los hechos, «establecidos a través de los documentos, inductivista, normativa, desde luego, pero sujeta a método». Aspirando a un modelo «científico», su horizonte era la plena objetividad en su forma de mirar al pasado. Por ello esta escuela siempre insistió en el rechazo a toda «teoría» y «filosofía», no siendo conscientes sus defensores de su absoluta tributación a la idea positivista de ciencia, a su vez elaboración de un modelo social plenamente impregnado de una cosmovisión burguesa y capitalista. Paradójicamente, la hora de su triunfo será la del inicio de su declive. Como cien años antes, las convulsiones políticas y sociales con que se abre el siglo XX dejarán obsoletos los modos historiográficos institucionales, abriéndose la puerta a una rica, diversa y profunda transformación de la disciplina que se impondrá tras la II Guerra Mundial.

## ElsigloXX. La era de los grandes paradigmas
El período integrado por las dos guerras mundiales y las alteraciones de entreguerras (1914-1945), con sus inevitables conmociones intelectuales, acabaron con el predominio de la escuela positivista-historicista en la práctica historiográfica (simultáneamente a la fractura de las sociedades liberal-burguesas surgidas al calor de la revolución industrial). A partir de ahí, tres nuevos paradigmas se disputarán el predominio en la práctica histórica desde la segunda posguerra hasta los años 1980. La escuela de Annales, la marxista y la cuantitativista. Pese a partir las tres de presupuestos ideológicos y teóricos muy diferentes, a lo largo del siglo abundaron entre ellas las influencias, comunicaciones e intercambios, más aún si pensamos la enorme diversidad interna que las caracterizaba. Igualmente podríamos destacar sus puntos en común: ampliaron enormemente la temática de los estudios históricos, renovaron fundamentalmente su metodología, agrandaron el concepto de fuente histórica e impulsaron la aproximación a las demás ciencias sociales.

### La crisis del positivismo
Inaugurada la nueva centuria, la práctica historiográfica parecía firmemente asentada en el modelo empírico-positivista/historicista elaborado a lo largo de los cien años anteriores. Sin embargo aquel iba a enfrentarse a una seria crisis cuyos precedentes podemos hallarlos en la segunda mitad del siglo XIX. Así, Jacob Burckhardt (1818-1897) aspiraba a superar los límites de la historiografía político-militar vigente adentrándose en el campo más amplio de la historia de la cultura. El norteamericano Frederick Jackson Turner (1861-1932), por su parte, inicia la apertura hacia las ciencias sociales con su noción de “frontera” para comprender las características diferenciales de la historia estadounidense respecto de la europea, incidiendo en los factores geográficos y adoptando preceptos del darwinismo social. Por su parte Wilhelm Dilthey cuestionó el carácter científico de la disciplina histórica así como la capacidad de neutralizar al historiador en su investigación.
En esta ofensiva creciente contra la historiografía oficial la ascendente influencia del marxismo va a ser crucial. La misma será debida tanto a la expansión del movimiento obrero como a su «capacidad para dar cuenta global y racional del curso efectivo de los procesos históricos: las causas de las transformaciones en la estructura económica, la modalidad de su conexión con los conflictos sociales y políticos coetáneos y la manera como ello se reflejaba y condicionaba el universo intelectual y cultural».[cita requerida]
Así, su influjo es destacado en lo referente a la cristalización de las historias económica y social como disciplinas autónomas, empujadas además por los cambios que la sociedad industrial estaba experimentando en las primeras décadas del siglo pasado. Entre los grandes precursores de la apertura de la historia hacia las demás ciencias sociales debemos destacar a Arnold Toynbee (Lecciones sobre la Revolución Industrial), George Unwin (La organización industrial en los siglos XVI y XVII) o Charles Beard (Una interpretación económica de la Constitución, obra en la que trata de ahondar en los intereses materiales que empujaron a los redactores de la constitución norteamericana, más allá de la tradición idealista en que se les valoraba).

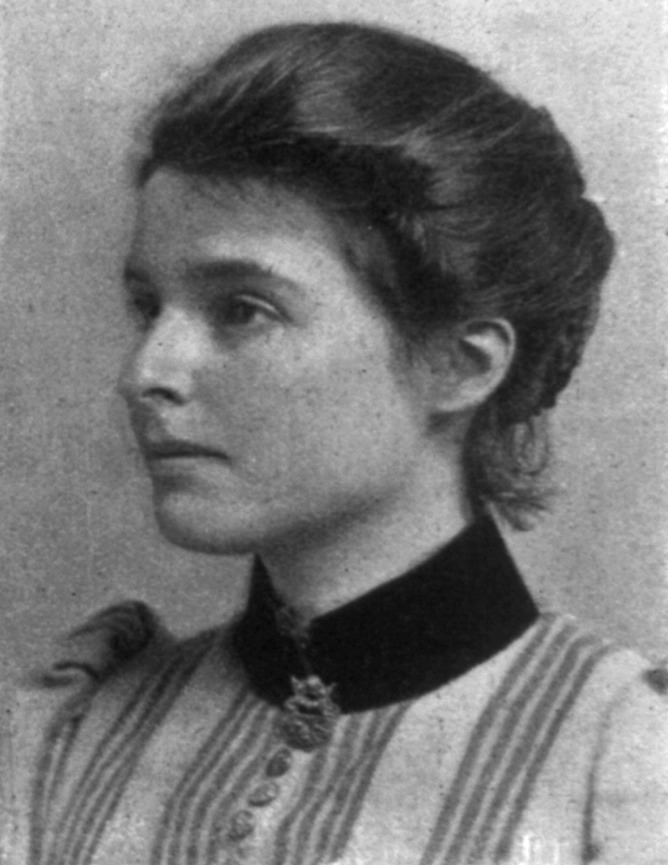
Beatrice Webb, una de las fundadoras de la Historia Social en Gran Bretaña.

Sin duda el desarrollo de la Historia Económica ya supondrá, por sí misma, un correctivo al modelo rankeano (de Leopold von Ranke), al demostrar la existencia de procesos cuantificables generadores de modelos, tan historiables como los sucesos político-militares. En lo referente a la Historia Social, en un principio centrada en la vida de las clases «bajas y laboriosas», sus precursores en la patria de la cuna de la Revolución Industrial fueron los matrimonios Beatrice y Sidney Webb (Historia del Sindicalismo), y John y Barbara Hammond (con su trilogía El trabajador del campo, El trabajador urbano y El trabajador artesanal), iniciando una notable tradición que se acrecentará a partir de mediados de siglo. También la historiografía francesa es pionera en lo referente a los estudios sociales: Jean Jaurés, Georges Lefebvre o Ernest Labrousse son algunos de sus fundadores.

### La Escuela de Annales
En 1929 Lucien Febvre (1878-1956) y Marc Bloch (1886-1944) fundaron la revista Annales d’Histoire Economique et Sociale como alternativa a la historia dominante, superando el enfoque político-diplomático y militar. Aportaciones en su haber son la enorme ampliación de los campos de trabajo y métodos de investigación tomados de otras disciplinas, innovaciones que pueden observarse en obras como Los caracteres originarios de la historia rural francesa (Bloch, 1933) o El problema del descreimiento en el siglo XVI: la religión de Rebelais (Febvre, 1942).
Respecto al paradigma que defienden, podemos desglosarlo en los siguientes puntos: ahondar más allá de la superficie de los acontecimientos; crítica a la noción de "hecho histórico" como partícula atómica de la historia (no existe tal cosa, afirman); énfasis en lo social; defensa de la historia-problema frente a la historia-relato; ampliación temática y búsqueda de nuevas fuentes (más allá de las documentales); apertura hacia las ciencias sociales. En definitiva, defienden una historiografía abierta a todos los acontecimientos del hombre, una historia total.
Tras la II Guerra Mundial la escuela se generaliza en Francia y se exporta a numerosos países (España e Iberoamérica especialmente), sobre todo tras su difusión en el IX Congreso Mundial de Ciencias Históricas en París. Su éxito es incontestable a partir de 1956, cuando Fernand Braudel (1902-1985) asumió la dirección de la revista. En El Mediterráneo y el mundo mediterráneo en la época de Felipe II (1949) sistematiza el "modelo ecológico-demográfico", constituido por tres tiempos o niveles: a) larga duración, en el que se desarrollan las estructuras; b) duración media, marcado por las coyunturas y c) tiempo corto, el tiempo del individuo y el acontecimiento. Predominan no obstante los dos primeros, que son los que marcan la evolución histórica, siendo el último como “la espuma sobre las olas”. Siguiendo el modelo, los Annales estudiaron, con métodos innovadores, procesos de larga y media duración sobre marcos geográficos precisos y asuntos poco tradicionales.
En su detrimento podemos aducir, por un lado, su escasa incidencia en la historiografía anglosajona y por otro que, pese a impulsar un importante cambio en los métodos y la concepción del historiador, no lo hizo en la misma medida en su teorización, tanto en lo referente a la naturaleza de la historia como a la naturaleza del conocimiento histórico. En ese aspecto sus cultivadores han debido de echar mano del eclecticismo, no llegando a formular una nueva concepción de la historia. Ello quizá explicaría el epigonismo que la escuela ha sufrido a partir de la retirada de Braudel a comienzos de los 70. Annales ha perdido desde entonces su cohesión básica siendo desbordada por sus divergencias latentes: historia cuantitativa, demografía histórica, estrucuralismo/etnografía histórica, historia de las mentalidades... La multiplicación de tendencias ha llevado a la desaparición de hecho de la escuela, aunque permaneciendo sus aportaciones.

### La historiografía marxista
Surgido a mediados del siglo XIX, el marxismo dejará sentir su impronta en las prácticas historiográficas del siglo XX, sobre todo a partir del triunfo de la Revolución Rusa. Su verdadera eclosión llegará, no obstante, con la segunda posguerra.
El marxismo surge en la encrucijada de los años 40 del siglo XIX, cuando las consecuencias de la Revolución Industrial comienzan a erosionar la credibilidad de las promesas smithorianas, según las cuales el capitalismo traería la felicidad a todos. Grupos crecientes de la población toman conciencia del empobrecimiento de la clase obrera y de la evidente diferenciación de fortunas. Así el marxismo cristaliza como la continuación de la línea más progresista de la Revolución Francesa: una radicalización del pensamiento ilustrado.
Conocida es la lista de influencias intelectuales de Karl Marx (1818-1883) y Friedrich Engels (1820-1895): la izquierda hegeliana, la crítica religiosa de Bauer, el humanismo radical de Feuerbach y Moses Hess (quien propone combinar la revolución filosófica alemana con la revolución política del socialismo francés). A ellas se suman el conocimiento de los males sociales de la industrialización, la familiaridad con los mecanismos capitalistas, el estudio de la Economía Clásica y el trato con dirigentes obreros. De todo ello va a surgir un propósito de transformar el mundo y unos métodos para alcanzarlo. Para ello Marx se propuso volver a historizar una economía política que concebía fosilizada por un juego de pretendidas categorías intemporales. Su análisis va, por tanto, más allá de la economía, es una metaeconomía. Así, en la Ideología Alemana (1845-1846) asienta sus principios básicos a partir de un marco materialista y una concepción de estadios históricos (aportación de Engels) definidos por la naturaleza de las relaciones entre los hombres. Siendo el objetivo final la transformación del mundo, en el Manifiesto Comunista (1848) la investigación del pasado se pone al servicio de un programa de acción destinado a cambiar el presente. Por su parte El Capital es una crítica a la economía política clásica.

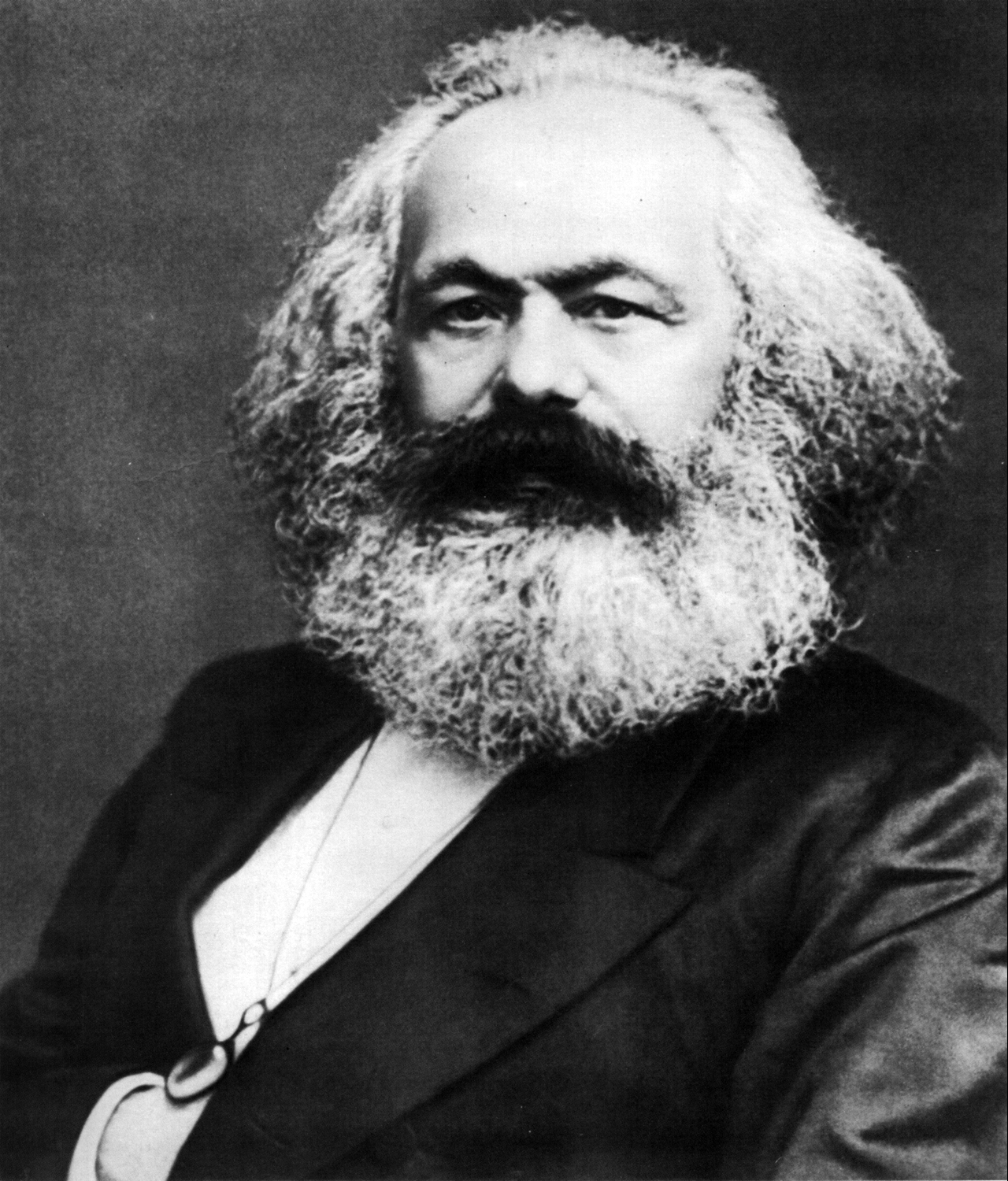
Karl Marx tuvo una influencia enorme en la historiografía del

El materialismo histórico (visión histórica del marxismo) es, por tanto, una concepción materialista de la historia que muestra la evolución humana a través de etapas de progreso no definidas por el grado de producción, sino por la naturaleza de las relaciones entre los hombres que participan en el proceso productivo. El método de análisis marxista, la dialéctica, se centra en las contradicciones subyacentes a toda realidad (tesis/antítesis) y su superación en una nueva síntesis. Así cada etapa histórica generaba contradicciones internas provocadas por la explotación de unas clases sociales sobre otras (contradicción entre "fuerzas de producción" y "relaciones de producción"), que a la larga llevaban a su superación dando lugar a un nuevo «modo de producción». Dentro de este esquema, la destrucción del capitalismo —sistema de explotación vigente— liberaría a la última clase sometida, el proletariado (no existía ninguna otra por debajo suyo), dando lugar a una sociedad sin clases y sin explotación. Por otro lado, la implantación de un sistema socialista liberaría las capacidades productivas generadas por la irracionalidad del sistema, dando paso a una fase acelerada de crecimiento económico.
El marxismo tuvo una profunda influencia en las ciencias sociales de posguerra, y más aún en la práctica historiográfica, sin duda por la naturaleza de la construcción teórica marxista, fundamentada en el análisis histórico. Para Pierre Vilar, Marx ha sido el “primer estudioso que ha propuesto una teoría general de las sociedades en movimiento”. Aunque el materialismo histórico tuvo un carácter supranacional, con principios comunes siempre elaborados a partir de las bases teóricas del marxismo, no dejó de presentar variaciones nacionales, gozando de gran heterogeneidad (potenciada por el doble proceso simultáneo de «desnaturalización» y «recuperación» que aquel ha experimentado a lo largo del siglo XX):
- La historiografía soviética adquirió sus perfiles clásicos en la década de 1920, para sufrir con toda su intensidad la impronta estalinista a partir de los 30 (Historia del Partido Comunista de la URSS, 1938), con su indiscutible dogmatismo ortodoxo impuesto desde la dirección del partido y su negativa totalitaria a aceptar cualquier "desviación". Aunque son innegables avances sólidos logrados en ciertos dominios de la investigación empírica —arqueología, prehistoria, etnografía histórica, estudios bizantinos— y en su interés por los problemas de teoría y metodología, sustancialmente y salvo excepciones (Kovaliov, Porchnev, Mescheriakov, Maidanik) no pasa de ser mera doctrina repetitiva.
- Francia goza de una larga tradición historiográfica marxista (Jaurès, Historia socialista de la Revolución Francesa, 1902), pero su primera gran influencia vino con Ernest Labrousse, padre de la historia cuantificada francesa, quien incidió en la cautela respecto a las correlaciones entre economía y acontecimientos sociales, defendiendo siempre la comprobación empírica de los fenómenos dados en la estructura social. Por su parte Pierre Vilar siempre ha presentado una elevada faceta de reflexión teórica y disciplinar. Esta escuela presenta una nómina de campos de estudio que pasa por el movimiento obrero, la Revolución Francesa (Lefebvre, Soboul, Bois, Mazauric, Reberioux), la historia del arte (Francastel), la etnología histórica o la propia historia del comunismo (J. Elleinstein).
- En Gran Bretaña, tras la II Guerra Mundial, surgió una extraordinaria generación de historiadores que han conformado la escuela de historiografía marxista de mayor entidad, cohesión y que más aportaciones ha ofrecido a la práctica de la historia. Gordon Childe, Rodney Hilton, Cristopher Hill, Maurice Dobb, Eric J. Hobsbawn y Edward P. Thompson integraron una escuela determinante para remover una historiografía británica anclada en la desfasada tradición whig (anacrónica para un imperio británico en pleno derrumbe). No fue en absoluto un movimiento monolítico, sino que estuvo siempre compuesto por diferentes grupos con matizados planteamientos historiográficos y usos del aparato conceptual; y tampoco surgieron por generación espontánea, ya que entroncaban con la vigorosa tradición de historiografía social británica. Alejados de todo dogmatismo esclerotizado, construyeron y defendieron un marxismo heterodoxo que negaba, respecto al análisis de la dinámica histórica de las sociedades, relaciones simplistas determinadas exclusivamente por condicionamientos economicistas unilaterales, incidiendo en las manifestaciones culturales, la acción política y en un trabajo de investigación no encorsetado por prejuicios teóricos.

Así, Edward P. Thompson rechazó la posición teoricista de Althusser frente a una elaboración historiográfica como trabajo empírico. Su obra principal (La formación histórica de la clase obrera en Inglaterra, 1963) se centra en el proceso de creación de una cultura específica de clase a través de las luchas sociales. No hay creación de clase sino en la lucha de clases, y en el proceso en el que se crean unas formas culturales específicas en los miembros de la clase.
Entre las aportaciones de la escuela podemos destacar la fundamentación conceptual, tanto en lo referente a la investigación histórica como a la definición del proceso histórico y de los fundamentos de la disciplina. Los debates planteados por aquellos investigadores han tenido resonancia internacional, caso del surgido alrededor de la transición del feudalismo al capitalismo a partir de la obra de Maurice Dobb o del desarrollo agrario previo a la industrialización. En ese aspecto, seguramente el miembro más internacional de la escuela ha sido Eric Hobsbawn, cuyas investigaciones han alcanzado la mayor extensión geográfica y temporal en su análisis de la implantación y desarrollo del sistema capitalista.
Aunque desde finales de los 70 se viene hablando de una crisis del marxismo historiográfico, en los 80 y 90 han seguido apareciendo importantes obras de investigación y análisis teórico (De Ste. Croix, Foster, Cohen, Raymond Williams), lo que indica que continúa siendo considerado un buen instrumento de análisis. De hecho, aunque es cierto que su producción ha decrecido en volumen, por contraste su calidad se ha afinado después de una fase de fecunda autocrítica.[cita requerida] En todo caso se ha abierto a un gran número de corrientes teóricas de la ciencia social e historiográfica, generando una situación confusa, dispersa, pero apta a todo tipo de renovaciones.

### Cuantificación y cuantitativismo
La corriente cuantitativista ha sido la que ha determinado en mayor medida la producción historiográfica en los años 60 y 70, especialmente en EE. UU. y Francia. No obstante debemos hacer una diferencia entre la aplicación de una metodología cuantificadora a los estudios socioeconómicos y el establecimiento de un paradigma cuantitativista en la explicación de lo social. Este último comienza a instalarse en la historiografía económica a partir de los años 30, especialmente impulsado por Simon Kuznets y su análisis del crecimiento económico. Esta historia cuantitativa podemos definirla como la que se construye sobre un modelo general explicativo de un fenómeno que no tiene otra lectura sino la matemática, y que adquiere rango epistemológico de explicación. Su época clásica fue durante los años 60, con pretensiones de considerarse historia científica o, incluso, la historia científica, basadas en un supuesto muy (auto)criticado: el científico puede serlo solo de aquel proceso de conocimiento relacionado claramente con los cuantificable.
Ha dado lugar a dos grandes grupos de proyectos: la Cliometría estadounidense –matematización de modelos explícitos de comportamiento temporal que pretenden constituirse en explicaciones de procesos históricos- y una historiografía estructural-cuantitativista dentro de la escuela de Annales francesa, basada en un uso de la estadística, la informática y la cuantificación dirigido a la mejor especificación de las estructuras económicas, sociales o culturales para derivar en explicaciones no cuantitativas.

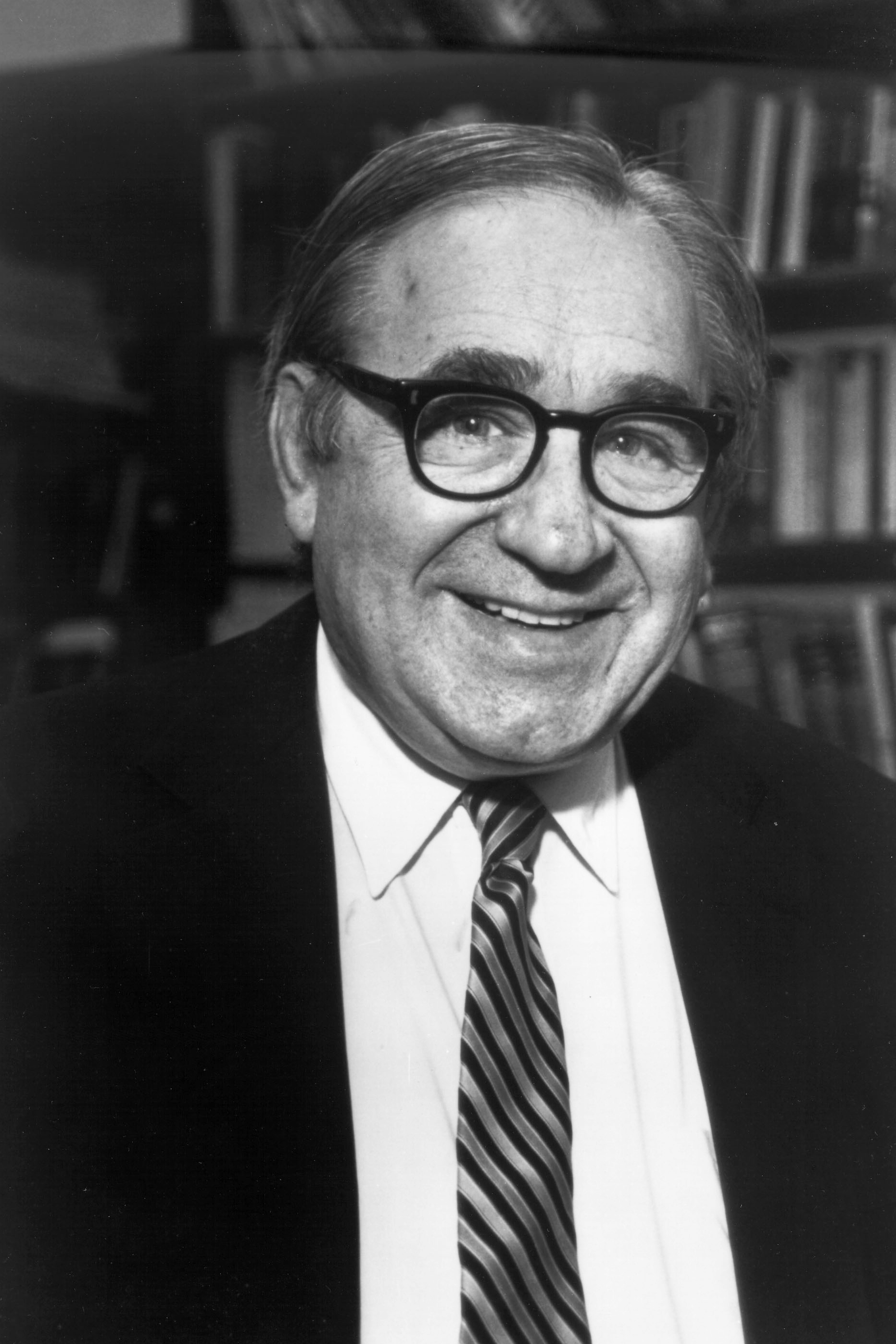
Robert Fogel, uno de los principales representantes de la Cliometría estadounidense.

- La Cliometría. Surgida en un contexto de ilusión cientifista bajo la presión del progreso de disciplinas vecinas como la economía, la sociología y la politología –que generó términos como econometría o sociometría, evidente referente para cliometría-, consideraba que el único modelo de la historiografía científica era el empiro-cuantitativista. De ese modo sus avances se hicieron siempre bajo la inspiración de teorías económicas neoclásicas –ciclos largos de Kuznets o análisis del crecimiento/atraso de Gerschenkron-, actitud coherente con un clima político muy concreto, el de la Guerra Fría y la fiebre anticomunista en los EUA. Era necesario construir un modelo de historia con aspiraciones científicas, que pudiera ser confrontado con un materialismo histórico en pleno auge. El aldabonazo lo dieron Alfred Conrad y John Meyer con un trabajo sobre la economía del esclavismo en el sur de Estados Unidos (The economics of slavery and other studies in econometric history, 1964). La esencia del método iba más allá de la cuantificación de variables, hasta la construcción de modelos formalizados matemáticamente para explicar el proceso analizado. El aspecto más vistoso (y polémico) era la elaboración de simulaciones contrafactuales o hipótesis contrafácticas, las cuales mantienen un conjunto de variables inalteradas mientras se experimenta con la variabilidad de una de ellas —generando una "historia alternativa" que serviría para mejor comprender la auténtica, cuestionando ciertos prejuicios deterministas—. La senda fue seguida por Robert W. Fogel y su estudio sobre los ferrocarriles americanos (1964), y por Jean Marczewski desde la Institución de Ciencia Aplicada de París.
- El Estructural-Cuantitativismo. Ha contado con dos focos principales: uno vinculado a la tradición historiográfica francesa de Annales, que prendió con fuerza en su 2.ª y 3.ª generaciones (destacar a Le Roy, Ladurie, Furet, Chaunu) y otra más desvinculada, con autores como Vovelle, G. Bois, Roche y, en parte, Vilar, y a los miembros de la Social History estadounidense (Tilly, Shorter, Landes), convertida posteriormente en la Social Science History o historiografía socio-estructural. Sus críticos se han centrado en la falta de fiabilidad de las fuentes estadísticas existentes (quedarían fuera de su estudio aquellos campos o épocas carentes de fuentes cuantificables), y en los problemas de verificación y contraste de la inmensa cantidad de datos informáticos empleados, así como en el intento de analizar con modelos teóricos neoliberales épocas con marcadas lagunas en datos económicos.

## La crisis de los grandes paradigmas. ¿Hacia un nuevo modelo historiográfico?
A finales de los años 70 comienza a ser evidente el agotamiento de los tres grandes modelos historiográficos, en realidad una crisis común a todas las ciencias sociales, y la necesidad de búsqueda de nuevas “formas de representación”. La novedad respecto a crisis anteriores es la no aparición de un nuevo paradigma, pero sí la proliferación y superabundancia de escritos reflexivos. El panorama con el cambio de siglo es disperso, confuso, pero rico en propuestas y fértil en modas, en la búsqueda de nuevas formas de investigación y exposición, pero con el rasgo común de la pérdida de fuerza y atractivo de aquella idea de historiografía-ciencia.
Los tres grandes paradigmas se han visto afectados: Annales por su dispersión y narcisismo, el marxismo a causa del escolasticismo dogmático y el cuantitativismo por la falta de aportaciones indiscutibles para una teoría-práctica que reafirma su carácter científico. En los tres casos se ha sufrido un cansancio provocado por una investigación despersonalizada que buscaba las condiciones abstractas de la acción y los resultados históricos, marginando el protagonismo de los individuos (y seguramente alejándose del gran público, que hallaba esta historia demasiado críptica y lejana a sus interés). La principal crítica se ha centrado en la crisis del modelo dicotómico que sustenta la historia social tradicional: un modelo que considera una instancia objetiva (socioeconómica) y otra subjetiva (cultura), de modo que la primera mediatiza causalmente a la segunda (los patrones culturales serían un reflejo intelectual de la realidad social): modelo dualista al que responden las distinciones «base-superestructura», «estructura-acción» o «niveles-temporalidades». La progresiva constatación de comportamientos que no encajan en ese modelo, en el que la situación social modela la conciencia del individuo y, por tanto, su acción, ha ido dotando de mayor autonomía a la esfera cultural (autoconciencia e interpretación del contexto social, así como los modelos de acción que de allas se derivan) dentro de la investigación histórica.
A ello se unió el influjo de la sensibilidad postmodernista hacia la creación literaria, el análisis semiótico y la exploración micro-antropológica, impregnado todo ello de un relativismo general (rechazo a la pretensión de alcanzar «explicaciones», asimilando ésta a una creencia supersticiosa que debe ser superada). Como consecuencia la forma más apropiada para el discurso histórico, defiende el postmodernismo, sería la narración en su expresión más simple de relato. Máximas postmodernistas que han generado un prolongado y, en ocasiones, enconado debate dentro de la disciplina historiográfica.
El debate se ha centrado principalmente en la cuestión de nuestra representación lingüística del mundo (el denominado giro lingüístico), con la idea central de que las formas de los lenguajes resultan definidoras de la realidad (pensamiento débil): aunque exista una realidad objetiva no nos resulta posible captarla, tan solo expresar versiones de ella, todas igualmente válidas. Historiográficamente la pregunta, por tanto, es ¿existe el «pasado» fuera del discurso, fuera del documento lingüístico en que tal cosa se nos presenta? Entramos así en la senda del deconstruccionismo, la necesidad de decodificar todo texto, lo cual afecta medularmente a la idea de fuente histórica y a la idea de la posibilidad de transmisión de la imagen histórica, ya que no existiría diferencia entre realidad y lenguaje: todo lo real está elaborado como lenguaje, que no sería solo un mecanismo de comunicación sino el modo en que aprehendemos el mundo. La evidencia (los datos) palidecen ante la interpretación del historiador; en definitiva, no sería posible la ciencia.[cita requerida]
Las consecuencias inmediatas sobre la práctica historiográfica serían: el abandono de la idea de que la historia abarca todo el desarrollo temporal, así como de que constituya el progreso de la racionalidad; el rechazo de toda teoría, ya que no es posible "explicar" algo; y la incidencia en la estética: ya que el fondo se torna irrelevante, la importancia de un texto histórico radica en su estilo (el retorno a una historiografía narrativa).
Aunque puedan ser criticables los excesos más chirriantes de la teoría postmoderna, los cuales bloquearían todo intento de conocimiento de cualquier parcela de nuestra realidad (o del conjunto de ella), no es posible hacerle caso omiso sin más, aunque sea para refutar sus postulados. Sin duda ha de ser tenida en cuenta su concepción del texto como producto de una ideología, con su defensa de un escrupuloso análisis de toda fuente documental; asimismo su rechazo del eurocentrismo, teniendo en cuenta la visión histórica de otros pueblos «marginados». Con ser interesante, no basta con esta labor crítica, ya que la reconstrucción de una disciplina historiográfica necesita de un esfuerzo que no puede partir de la postmodernidad: sus postulados básicos rechazan la posibilidad de un conocimiento fiable del pasado, y por tanto de la propia existencia de una ciencia histórica.[cita requerida]
De ese modo se han comenzado a perfilar nuevos modelos de renovación historiográfica. El resultado ha sido tanto la diversidad metodológica de las nuevas propuestas como una significativa ampliación temática (historia de la mujer, nueva historia política, protagonismo de los pueblos y procesos del Tercer Mundo...). Hemos de tener en cuenta que una fase de crisis no conlleva inevitablemente un movimiento de destrucción, sino más bien de transformación. Y eso es lo que estamos viviendo en la actualidad.[cita requerida]

### La Microhistoria
Nacida en Italia y lanzada por Carlo Ginzburg en 1976, la expansión de la Microhistoria se debe en gran medida al apoyo de una política editorial coherente de Einaudi (Turín), dentro de la colección bibliográfica denominada Microstorie. Se centra en la reducción de la escala de observación, el análisis microscópico y el estudio intensivo del material documental. Su objeto es el estudio de fenómenos socio-antropológicos a muy pequeña escala, como instrumento orientado a analizar procesos más generales. La búsqueda analítica de causas del cambio histórico en contextos sociales y políticos materiales y supraindividuales, deja paso a la narración de la vida cotidiana y a la experiencia privada de los protagonistas históricos. Es una corriente historiográfica abierta a la colaboración con la antropología y la sociología.

### Nueva Historia Cultural
Practicada y defendida por autores como Robert Darnton, Lynn Hunt, Gabrielle S. Spiegel o Roger Chartier, el objetivo de la Nueva Historia Cultural es trascender la vieja historia cultural (primordialmente intelectual) y la historia social (estructural), desde de una concepción especialmente ecléctica. Destaca la importancia que conceden al “mundo de las representaciones”. Sus orígenes los hallaremos en la obra de Robert Darnton, Great Cat Massacre, alcanzando su consagración de la mano de Lynn Hunt. Resumiendo, pretenden el estudio de las creencias populares colectivas como objeto etnográfico, para explicar los hechos históricos como textos en los que hay un contenido simbólico. Buscan penetrar en lo social a través de las representaciones con que individuos y grupos dotan de sentido a su mundo.

### Ciencia histórica socio-estructural
Si en los modelos anteriores resulta evidente la impronta de la teoría postmoderna[cita requerida], con la asunción de, al menos, parte de sus postulados[cita requerida] —lo cual no implica que sus cultivadores acepten la postmodernidad como base teórica para la investigación histórica—, este último se plantea desde un rechazo a aquella. Básicamente es una tendencia en la que confluyen las tradicionales Historia Social y Sociología Histórica. Si rechaza los convencimientos postmodernistas presenta igualmente una tendencia inequívoca hacia la ciencia, así como hacia la teoría. “Para los abogados del relativismo hermenéutico, postmodernismo y pragmatismo, los argumentos a favor de una ciencia de la historia resultan ahora atávicos e ingenuos”, en palabras de Christopher Lloyd, su principal defensor. Refuta la vieja distinción entre sociedad e historia, sustituyéndola por otra nueva, dentro de un campo unificado de metodologías y conceptos socio-históricos. El objetivo es descubrir el proceso real (oculto) del “cambio social estructural”, siempre incidiendo en la presencia del individuo junto a las estructuras.